# Ecrasit
Ecrasit ist ein explosives Material, das unempfindlich gegen Feuchtigkeit, Erschütterung oder Feuer ist. Es besteht aus einer Mischung von Ammoniumnitrat mit Pikrinsäure und wurde 1888–1889 durch Alfred Siersch und Ernst Kubin in Pressburg erfunden. 
Ecrasit wird durch Neutralisieren einer gesättigten Lösung aus Trinitrophenol mit Ammoniak hergestellt und bildet einen hellgelben, wachsartigen Feststoff. Er schmilzt bei etwa 100 °C. Über offener Flamme verbrennt es meist ohne Detonation. Es ist auch unempfindlich gegen Reibung. Daher bedarf es eines Zünders.